# یواس‌اس مک‌کامبل (دی‌دی‌جی-۸۵)
یواس‌اس مک‌کامبل (دی‌دی‌جی-۸۵) (به انگلیسی: USS McCampbell (DDG-85)) یک کشتی است که طول آن 509 ft 6 11/16 in (155.3 m) می‌باشد. این کشتی در سال ۲۰۰۰ ساخته شد.